# Harold MacMichael
Sir Harold Alfred MacMichael (ur. 15 października 1882, zm. 19 września 1969), GCMG, DSO – brytyjski urzędnik służb kolonialnych, polityk i dyplomata.

## Dzieciństwo i młodość
Harold urodził się w wiosce Birchover w Anglii. Ukończył Bedford Grammar School, a następnie Magdalene College na University of Cambridge.

## Kariera zawodowa
Po zdaniu egzaminów, w 1905 rozpoczął pracę w administracji kolonialnej w Sudanie Anglo-Egipskim. W 1915 został starszym inspektorem prowincji Chartum, dochodząc w 1926 do stanowiska sekretarza. W 1919 ożenił się z Nestą Stephens – mieli dwie córki. W latach 1933–1936 był gubernatorem Tanganiki.
3 marca 1938 objął urząd wysokiego komisarza Palestyny (do 30 sierpnia 1944). Był to czas arabskiego powstania (1936–1939). MacMichael przez wiele lat służył w brytyjskiej administracji kolonialnej w Afryce i był bardzo pro-arabski. W ogóle nie dostrzegał problematyki żydowskiej na Bliskim Wschodzie. Zdecydowanie zwalczał nielegalną żydowską imigrację napływającą do Mandatu Palestyny, nie zwracając uwagi, że Żydzi uciekali przed Holocaustem. W 1942 odmówił wpuszczenia do Palestyny statku Struma, w wyniku czego sowiecki okręt podwodny zatopił statek z prawie 800 imigrantami na pokładzie. 8 sierpnia 1944 przeżył zamach przygotowany przez członków prawicowej żydowskiej organizacji paramilitarnej Lechi. Jego żona została wówczas ranna.
Wraz z końcem II wojny światowej MacMichael został wysłany we wrześniu 1945 do Zjednoczonych Stanów Malajskich. Spotkał się w Singapurze z malajskimi władcami, podpisując z nimi porozumienia o współpracy i utworzeniu Unii Malajskiej. Wielka Brytania uzyskała w ten sposób pełną kontrolę administracyjną nad Malajami.

## Późniejsza działalność
Zmarł w 1969 w mieście Folkestone.

## Odznaczenia
- Rycerz Wielkiego Krzyża Orderu św. Michała i św. Jerzego
- Distinguished Service Order